# Tamba splendida
Tamba splendida är en fjärilsart som beskrevs av Louis Beethoven Prout 1926. Tamba splendida ingår i släktet Tamba och familjen nattflyn. Inga underarter finns listade i Catalogue of Life.